# Arts and Crafts
El moviment Arts and Crafts va ser un moviment artístic lligat al disseny i les arts decoratives. Va néixer a Gran Bretanya al voltant de 1860 i es desenvolupà fins a la I Guerra mundial. Ja des del començament es va estendre a l'Europa continental i Nord-amèrica, arribant finalment a emergir al Japó com a moviment Mingei. Moviment amb una clara base ideològica, va sorgir com a resposta als efectes de l'expansió de la industrialització establerta a l'època victoriana. El seu màxim ideòleg va ser l'artista i escriptor William Morris (1834-1896), que va beure de les idees del teòric de l'art John Ruskin (1819-1900) i de l'arquitecte Augustus Pugin (1812-1852). Va prendre el seu nom de l'Arts and Crafts Exhibition Society, fundada a Londres el 1887.

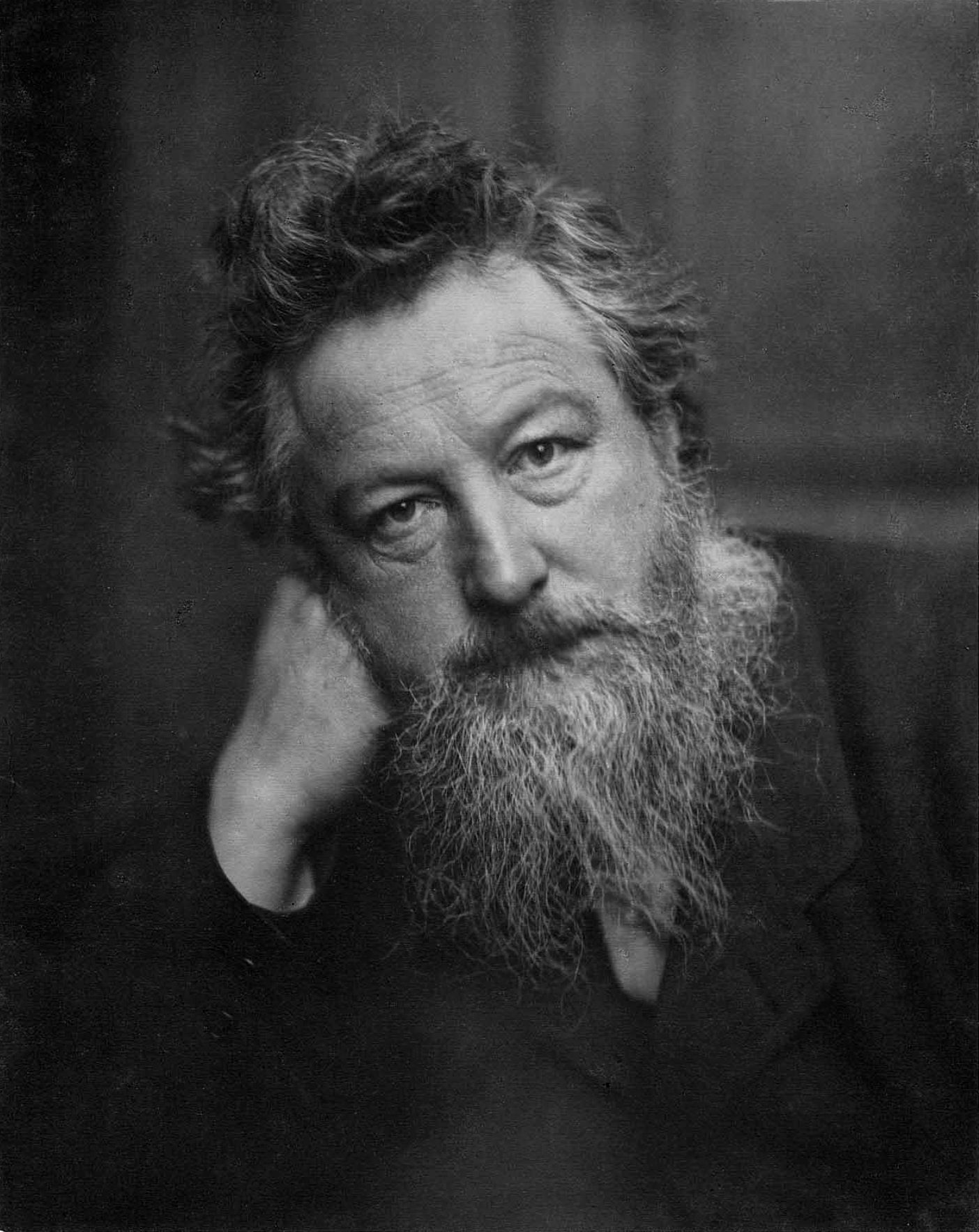
William Morris

Va donar lloc al "modernismo" a Espanya, "Art Nouveau" a França, "Jugendstil" a Alemanya i "Sezessionstil" a Àustria.

## Orígens

### Base ideològica
El moviment es va fer ressò de la creixent oposició a la societat fortament industrialitzada que s'havia implantat a Gran Bretanya durant l'època victoriana al segle xviii. El suposat progrés que la industrialització aportava a la societat va ser debatut per teòrics i pensadors que veien com la misèria creixia en les capes socials més baixes. A nivell artístic, es criticava la fabricació mecanitzada dels objectes i la falta de dignitat en la vida laboral. Es defensava la idea de millorar la qualitat de vida guarnint la casa d'objectes fets amb cura, utilitzant materials nobles i dissenyats i fabricats amb mètodes propis de la perduda artesania tradicional. Artesania que es volia equiparar a les denominades arts majors: pintura, escultura i arquitectura. Els estudiosos d'aquest moviment coincideixen a afirmar que aquesta base ideològica és el que realment uneix les diferents manifestacions artístiques que es van donar arreu del món encunyades com a seguidores del moviment Arts and Crafts. Així, les obres que es poden classificar com a pròpies del moviment són visualment molt diferents. Això és degut a l'adaptació de les característiques pròpies de cada regió i país on s'aplicaven aquests principis teòrics.
La creació artesana d'emulació medieval suposava uns alts costos que feren que les obres d'aquest moviment que anaven dirigides a obrers i artesans acabaren sent assequibles solament a les classes riques.

### Guia d'estil
- Materials veritables: preservació i potenciació de les qualitats naturals dels materials emprats per a fer objectes.
- Formes simples: criticaven la decoració extravagant o allò que consideraven superflu.
- Motius naturals: la natura va ser una important font d'inspiració per a crear la decoració dels objectes.
- Les tradicions locals: la imatgeria local i el paisatge rural característic de cada regió van convertir-se en font d'inspiració dels motius decoratius.[4]

### Principis del moviment
- No es pot fer una distinció vàlida entre l'art pur i les arts aplicades o decoratives.
- L'artesà ha de tenir el mateix plaer imaginatiu i la mateixa llibertat que els pintors, escultors i arquitectes.
- La revolució industrial fou responsable tant de corrompre el gust popular com de destruir en gran manera les tècniques artesanes tradicionals.
- El disseny de mitjans del segle xix fou, en general, deplorable; així doncs, els artistes, escultors, dissenyadors, teòrics i fins i tot el mateix públic hagueren de treballar junts per posar remei a aquesta situació.
- L'ofici de l'artesà havia de ser apreciat.[5]

Es pot resumir com: la creença que un ambient ben dissenyat, dotat d'edificis, mobles, ceràmiques, tapissos, papers pintats... bells i ben realitzats, contribueixen a millorar l'estructura social, tant per al productor com per al consumidor. A més, el resultat del procés del treball artesà ha de ser satisfactori, un procés en què l'artesà es deleixi en la senzilla creació manual sense veure's sotmès a pressió de l'alienant treball industrial.

## Principals ideòlegs

### Augustus Pugin

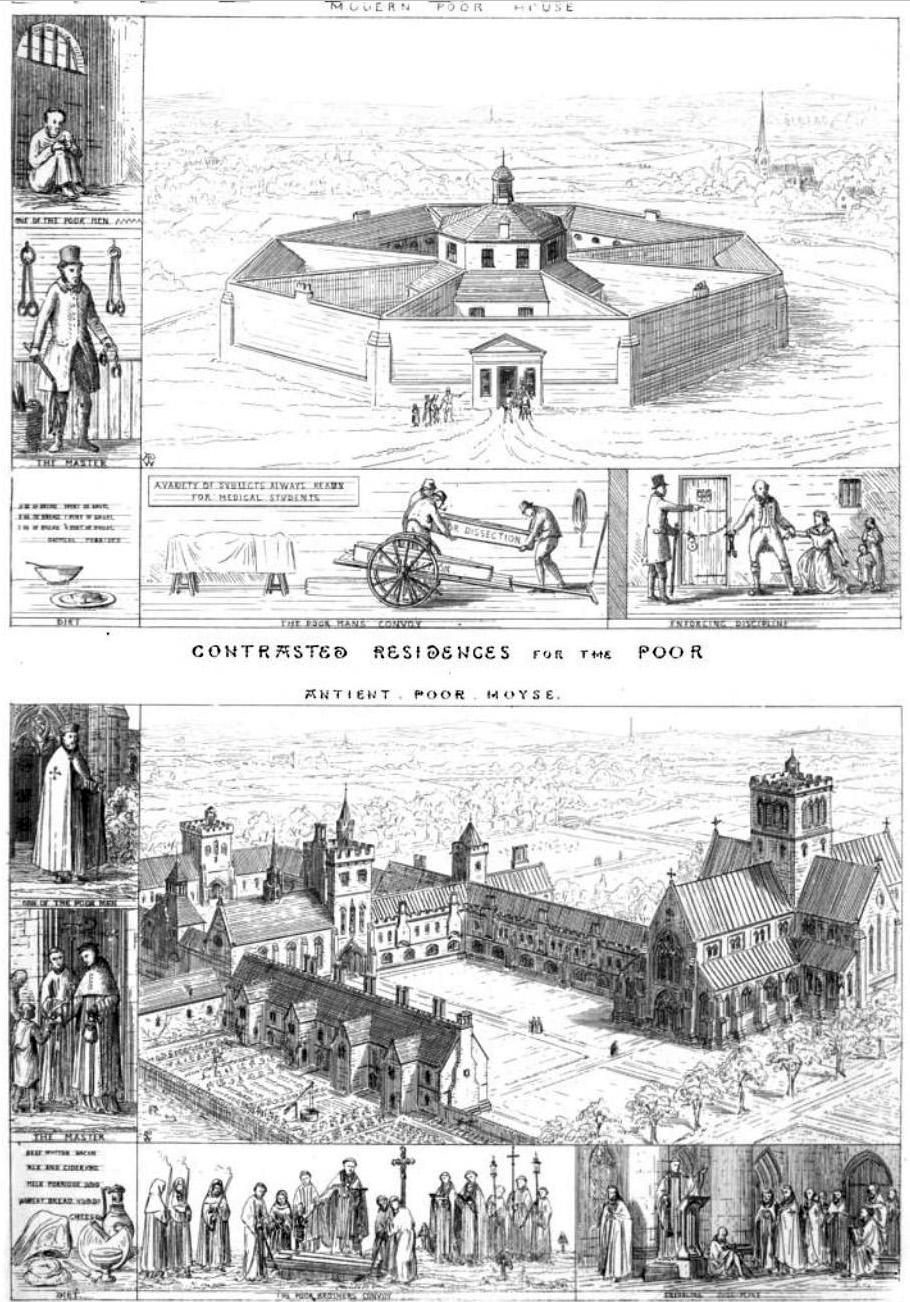
Imatge del tractat Contrasts

Augustus Welby Northmore Pugin (1812-1852), arquitecte, dissenyador i crític; va ser un dels màxims representants de l'estil neogòtic establert a Anglaterra a finals del segle xviii i XIX. Fill del també arquitecte Augustus Pugin, es va educar en l'interès per l'arquitectura gòtica i el seu pare fou autor de tres volums de dibuixos arquitectònics, dos dels quals eren gòtics: Specimens of Gothic Architecture i Examples of Gothic Architecture. Va defensar que l'arquitectura i les arts aplicades eren expressions del temperament d'una nació; així, va instigar els arquitectes i dissenyadors que deixessin de banda els models grecoromans i adoptessin l'estil gòtic de l'edat mitjana. Aquestes idees, les va defensar en els seus tractats Contrasts i The True Principles of Pointed or Christian Arquitecture. A més del seu valor simbòlic, Pugin admirava la naturalesa funcional dels elements arquitectònics del gòtic.

### John Ruskin

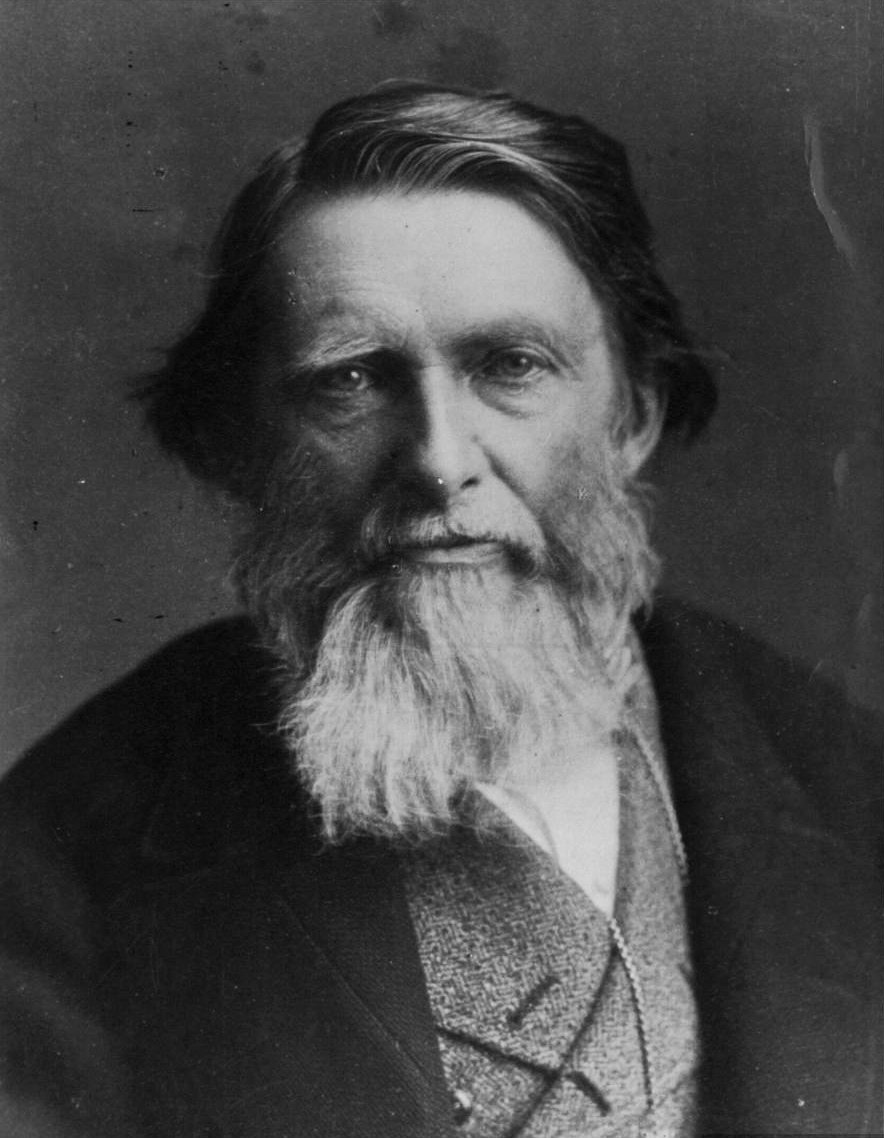
John Ruskin, 1879

John Ruskin (1819-1900), escriptor, crític d'art i sociòleg, va escriure nombrosos estudis implementant els principis que haurien de regir les obres d'art. Aquestes consideracions foren aplicades a un altre domini de l'art en Seven Lamps of Architecture (1849) i Stones of Venice (1851-1853), obres que analitzen la importància religiosa, moral, econòmica i política de l'arquitectura domèstica. Equiparava, igual que Pugin, el caràcter d'una nació amb la seva arquitectura. Creia que la naturalesa de l'arquitectura britànica contemporània milloraria si fos dissenyada d'acord amb els principis exemplificats en els estils gòtic i romànic. En les obres esmentades definia aquests principis com: sacrifici, veritat, bellesa, vida, memòria i obediència, i explicava com cada un d'aquests podia ser expressat mitjançant la forma, la decoració o l'estructura. Igualment, es demanava per la feina de l'artista, defensava que la idea que l'arquitectura havia de ser un reflex de la circumspecció i dels sentiments de cada individu implicat en l'obra. Així, en The Lamps Of Life es demana "¿S'ha realitzat amb satisfacció ... se sentia feliç el tallador mentre s'afanyava en la seva tasca?". Entenia que mentre la divisió del treball degradés l'operari assimilant-ho a la màquina, l'arquitectura mai aconseguiria els estàndards de la qualitat de l'edat mitjana. Ruskin proposava modificar el procés del disseny de tal manera que permetés gaudir d'un ambient laboral "saludable i ennoblidor", i per aconseguir aquest ambient proposava "tres regles clares i senzilles" que tots els arquitectes, dissenyadors i fabricants havien d'aplicar: 
1. No promoure mai la fabricació d'un article que no fos absolutament necessari, i en l'elaboració del qual no tingués cabuda la invenció.
2. No exigir mai un acabat perfecte si no és obeint finalitats pràctiques o ennoblidores.
3. No encoratjar la imitació o còpia de cap classe, excepte per preservar les grans obres.

Aquests preceptes van ser assimilats pels ideòlegs del moviment Arts and Crafts i van establir uns ideals a seguir durant les set dècades següents.

### William Morris
William Morris (1834-1896) va ser un dissenyador, pintor, poeta, escriptor i fundador del moviment Arts and Crafts. Als seus anys d'estudiant d'arquitectura a Oxford, va desenvolupar un profund afecte per la cultura de l'edat mitjana, estimulat pel seu coneixement de les obres de Ruskin, de Pugin i pels seus viatges a França, on va poder veure les grans catedrals gòtiques. Durant aquests anys, va conèixer una sèrie de personatges lligats amb l'art que foren de gran valor per al desenvolupament de l'estil Arts and Crafts i per a la seva relació amb els Pre-Raphaelite Brotherhood. Personatges com: Edmund -Burne-Jones, Dante Gabriel Rossetti o Philip Webbs, els quals compartien la seva passió per la cultura de l'edat mitjana. Però no solament trobaven inspiració en la seva arquitectura, el seu art i artesania, sinó també en la cooperació artística que havia permès la creació d'aquelles obres.

#### Red House

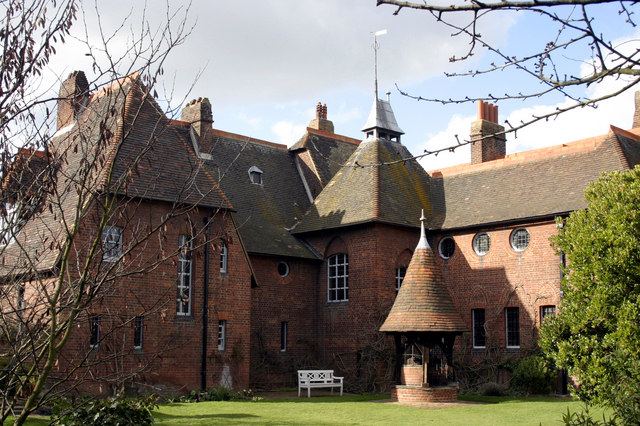
Red House, Bexleyheath

La Red House era la llar familiar dissenyada per Webb per a Morris i la seva dona Jane Burden. Aquesta reflectia tots els ideals que el grup defensava. Concebuda com un conjunt uniforme, va ser realitzada tant en el seu exterior com en la decoració interior com una obra artesana seguint els principis de l'estil.

#### Morris & co.

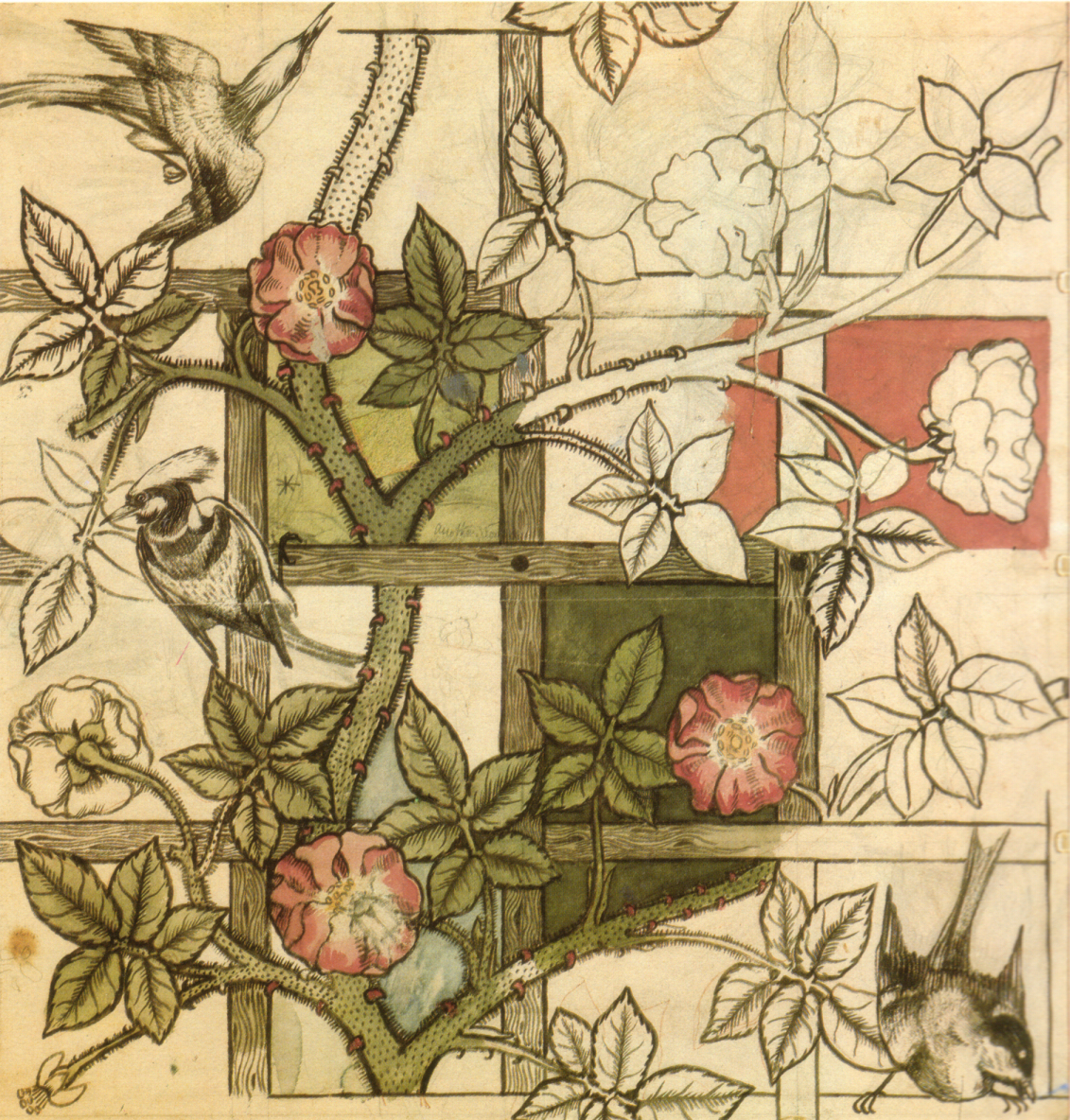
Paper pintat dissenyat per William Morris

El 1861 es va crear la companyia Morris, Marshall, Faulkner & co: Fine Art and Workmen in Paintings, Carving, Furniture and The Metals. En certa manera, la companyia es va crear seguint l'exemple d'un gremi medieval; els seus membres desenvolupaven els seus dissenys, que després executaven ells mateixos buscant la satisfacció en la labor realitzada. El 1875, Morris es va posar al capdavant de la companyia, el nom de la qual substituí per Morris & *co. Aquesta empresa va fabricar una variada gamma d'objectes per a interiors: teixits, papers pintats per a paret i mobles. Tots aquests seguint els principis del moviment Arts and Crafts. Morris, com a dissenyador i artista, buscava proporcionar una alternativa de bon gust als productes creats industrialment, als quals titllava de "sòrdid munt de porqueries llardoses, adornades amb pretensiosos pedaços d'odiosa vulgaritat".